# Пая лазурова
Па́я лазурова (Cyanocorax caeruleus) — вид горобцеподібних птахів родини воронових (Corvidae). Мешкає в Південній Америці.

## Опис

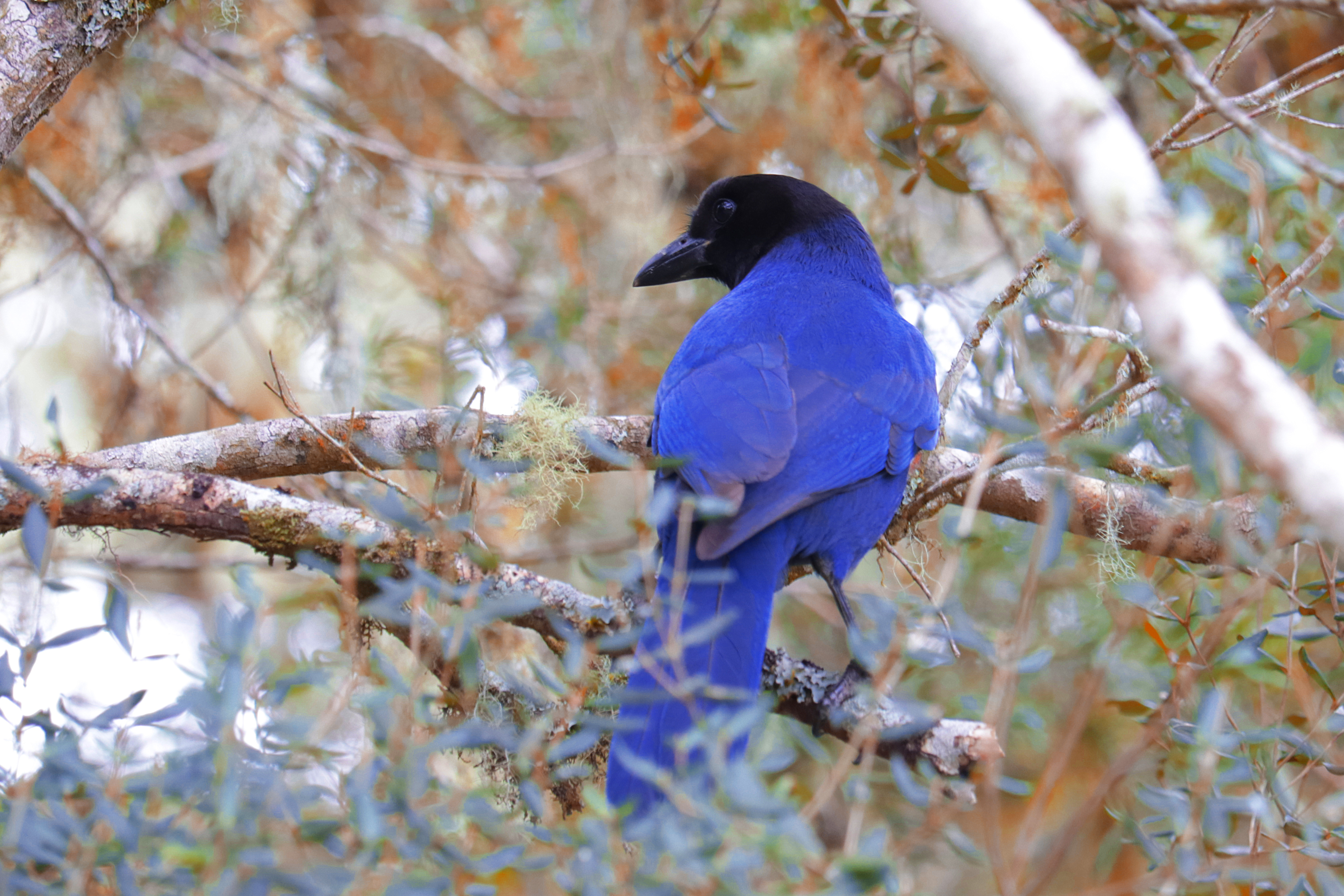
Лазурова пая

Довжина птаха становить 40 см, вага 270 г. Виду не притаманний статевий диморфізм. Голова, горло і верхня частина грудей чорні, решта тіла яскраво-синя. Нижня частина тіла дещо світліша, крила і хвіст знизу чорнувато-сірі. Райдужки темно-карі, дзьоб міцний, чорний, лапи чорні.

## Поширення і екологія
Лазурові паї мешкають на південному сході Бразилії (від Сан-Паулу до Ріу-Гранді-ду-Сул), на північному сході Аргентини (Місьйонес, Коррієнтес), трапляються на півночі Уругваю. Вони живуть у вологих рівнинних атлантичних лісах, зокрема в лісах бразильської араукарії. Ведуть переважно деревний спосіб життя. Зустрічаються невеликими сімейними зграйками до 15 птахів, на висоті до 1000 м над рівнем моря.
Лазурові паї є всеїдними птахами, живляться переважно насінням, ягодами і плодами, а також комахами, іншими безхребетними і дрібними хребетними. Велику роль у їхньому раціоні відграють горіхи бразильської араукарії. Паї не з'їдають насіння одразу, іноді воно губиться або забувається і потім проростає; таким чином птахи беруть участь у поширення цих дерев.
Лазурові паї є моногамними птахами, утворюють пари на все життя. Сезон розмноження у них триває з жовтня по січень. Пара птахів бере участь у побудові чашоподібного гнізда, яке розміщується в кронах араукарій. Насиджують самиці, тоді як самці шукають їм їжу і охороняють гніздо, разом з іншими членами зграї, відганяючи хижаків, таких як великодзьобі канюки. В кладці від 3 до 5 зеленувато-синіх яєць, рівномірно поцяткованих коричневими або сірими плямками, розміром 33×24 мм, вагою 9 г. За пташенятами доглядають і самиці, і самці, а також їхні помічники — молоді птахи з попереднього виводку.